# 町田市立木曽中学校
町田市立木曽中学校（まちだしりつ きそちゅうがっこう）は、東京都町田市木曽西にある公立中学校である。都大会優勝レベルの部活が多いため、小山町や図師町などの学区域外から通う生徒も多い。制服は30年以上変化していない。全9学級で生徒数は308人（2023年4月7日現在）。かつては野外学習場を開放してイベントを行うこともあった。

## 沿革
- 1981年（昭和56年） - 校舎建設に伴う発掘調査、縄文時代中期中葉の竪穴建物跡3棟・土壙墓・屋外埋設土器などを検出。
- 1983年（昭和58年）4月 - 開校
- 1984年（昭和59年） 3月 - 校章・校歌・校旗制定
- 1992年（平成4年） 3月 - 野外学習場ドリームパーク完成
- 同年 11月 - 創立10周年式典、遺跡資料室完成
- 1993年（平成5年） 2月 - パソコン室完成
- 1994年（平成6年） 3月 - 菜園完成
- 1995年（平成7年） 10月 - 夜間照明設備完成
- 2002年（平成14年） 4月 - 図書指導員導入
- 同年 11月 - 創立20周年式典
- 2003年（平成15年） 4月 - スクールカウンセラー導入
- 2005年（平成16年） 9月 - 職場体験学習開始
- 2006年（平成18年） 9月 - 学校ホームページ開設
- 2009年（平成21年） 5月 - 学校給食開始
- 2011年（平成23年） 8月 - 普通教室空調設置
- 2012年（平成24年） 11月 - 創立30周年式典
- 2014年（平成26年） 4月 - 10代目校長着任
- 2020年（令和2年） 9月 - 菜園の半分を災害時用トイレに転用
- 2021年（令和3年） 4月 - サポートルーム拠点校に指定
- 2022年（令和4年）10月 - 創立40周年式典

## 校歌
栗原美咲 作詞、浅尾忠男 補詞、黒田雄治 作曲。

## 教育目標
知性を磨き　　意志を鍛え　　健康な心とからだをつくる

『不撓不屈』　『誠心誠意』
・どんな苦労や困難にも負けず、あきらめたりくじけたりしない強い意志をもち、自分の行動にしっかりと責任をもって取り組もうとする態度を育成する。
・真心を持って人や出来事と向き合い、他者への感謝と、礼儀をもって接する態度を育成する。

## 部活動
現在、以下の部がある。

### 運動部
- サッカー部
  - 大会への出場、周辺校や地域のチームとの親善試合
- 陸上部
  - 大会への出場
- 野球部
  - 大会への出場
- バドミントン部
  - 大会への出場
- バスケットボール部
  - 大会への出場
- 女子ソフトテニス部
  - 大会への出場
- 男子ハンドボール部
  - 2021年設立
  - 大会への出場

### 文化部
- 美術部
  - デッサン・油彩の製作など
- 吹奏楽部
  - 大会への出場、老人ホームなどへ出張演奏、定期演奏会など
  - 2015年より東京都吹奏楽コンクール中学生の部にて6連続金賞
- 家庭科部
  - 浴衣作り、小物作り、調理実習など
- JRC部
  - 2006年設立。現存する最古の部活。「JRC」は「Junior Red Cross（青少年赤十字）」の略。
  - 地域のボランティア活動、生徒会の業務代行、手話の学習、菜園の維持など

### 廃部済
- 陶芸部
- 華道部
- 剣道部
  - 2016年廃部
- 水泳部
  - 2017年廃部

## 進路
生徒の多くが高等学校・高等専門学校に進学する。
都立高校では小川高校、成瀬高校、狛江高校への進学が多い。
いわゆる自校作成レベルの公立高校に進学する生徒は毎年10人に満たないが、2020年度に日比谷高校への進学実績あり。

## 交通
鉄道
- JR東日本横浜線古淵駅下車、徒歩20分

路線バス
- 古淵駅または淵野辺駅より淵22系統に乗車、ニュー相模団地で下車、徒歩3分（本数少）
- 町田駅より町12・16・17・33・78系統のいずれかに乗車、木曽南団地で下車、徒歩8分